# St. Margaretha (Heugrumbach)

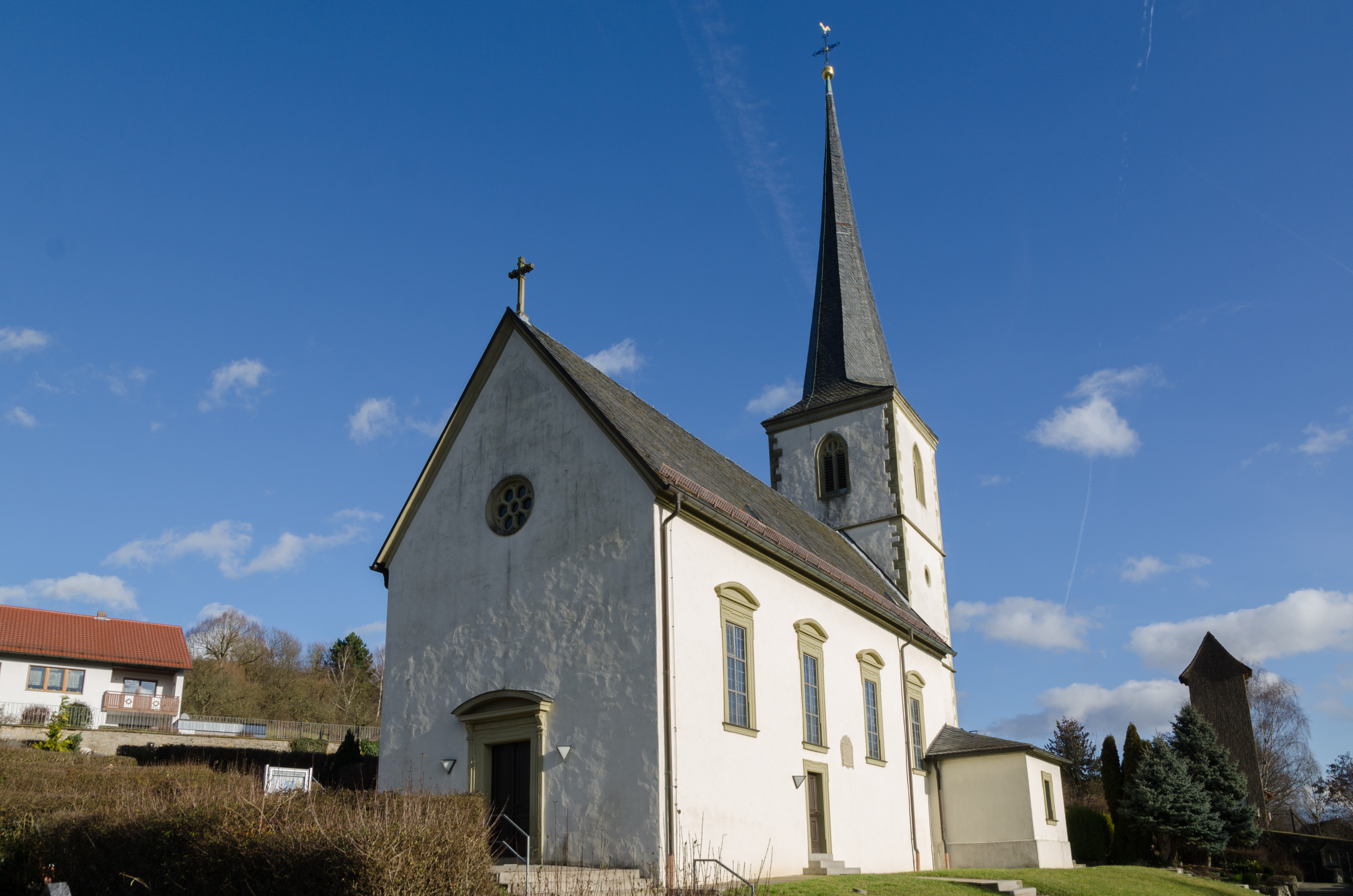
Die Kirche in Heugrumbach

Die römisch-katholische Filialkirche St. Margaretha ist die Dorfkirche von Heugrumbach, einem Stadtteil von Arnstein im unterfränkischen Landkreis Main-Spessart. Die Kirche gehört zu den Baudenkmälern von Arnstein und ist unter der Nummer D-6-77-114-199 in der Bayerischen Denkmalliste registriert. Heugrumbach ist Teil der Pfarreiengemeinschaft „Um Maria Sondheim“.

## Geschichte
Die Kirche wurde um das Jahr 1605 erbaut. Im Jahr 1882 wurde das Langhaus verlängert.

## Beschreibung
Der östliche Chorturm ist ein Julius-Echter-Turm mit spitzem Helm und spitzbogigen Schallfenstern. In seinem Untergeschoss befindet sich der Chor mit Kreuzgratgewölbe und zwei spitzbogigen Fenstern an der Ostseite und der Südseite. Die Sakristei ist an der Nordseite des Chors angebaut. Das Langhaus besitzt vier Fensterachsen. Der westliche Giebel wird von einer Rosette durchbrochen.

## Ausstattung
Vor dem östlichen, farbig gefassten Chorfenster hängt ein Kruzifix, das gegen Ende des 17. Jahrhunderts geschaffen wurde. Rechts und links neben dem Chorfenster sind Figuren des Heiligen Bonifatius und Burkard  angebracht. Rechts und links neben dem Chorbogen befinden sich Figuren der Kirchenpatronin Margaretha und der Muttergottes.